# Bostonské manželství

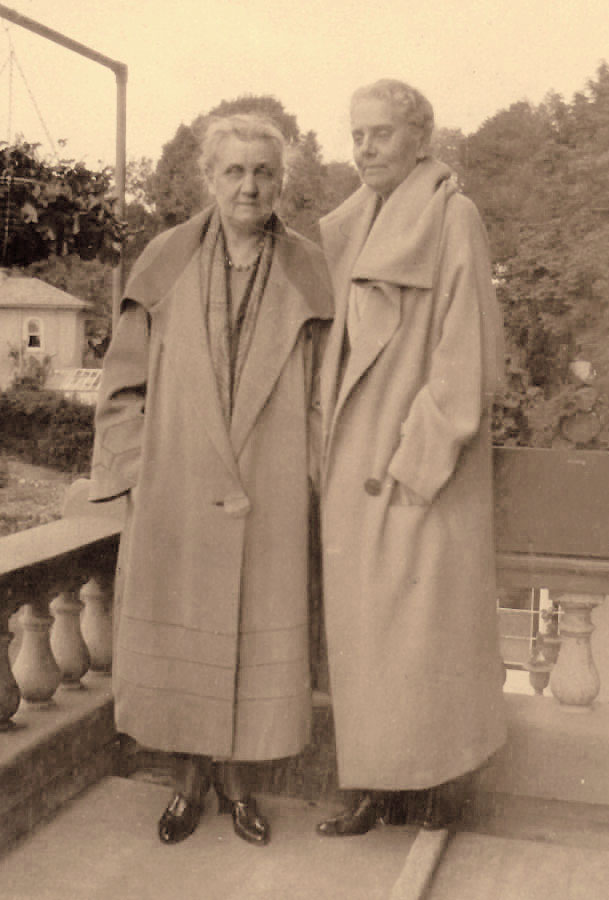
Jane Addamsová a Mary Rozet Smith (1923)

Bostonské manželství (anglicky: Boston marriage) je termín, který se používal v Nové Anglii na přelomu 19. a 20. století, pro označení dvou žen, žijících společně, nezávisle na finanční podpoře mužů. Termín bývá spojován s knihou Bostoňané (The Bostonians, 1886) od Henryho Jamese, protože ho v ní použil k popisu dlouhodobého vztahu mezi dvěma ženami žijícími ve společné domácnosti.
K osobnostem, které žily v „Bostonském“ manželství patřily například Sarah Orne Jewettová a Annie Adams Fields, Lucy Elmina Anthony a Anna Howard Shaw, ale i Elsbeth Krukenberg-Conze a Lina Hilger, Helene Lange a Gertrud Bäumer, Alice B. Toklasová a Gertrude Steinová, Mathilde Franziska Anneke a Mary Booth, Jane Addamsová s Ellen Gates Starr a později Mary Rozet Smith, Frances Willard a Kate Jackson, Elsie de Wolfe a Bessie Marbury, Frances Clayton a Audre Lorde.